# Rio Fântâna lui Gal
O Rio Fântâna lui Gal é um rio da Romênia, afluente do Olt, localizado no distrito de Harghita.